# Габрієль Марсель
Ґабріель-Оноре Марсель (фр. Gabriel Honoré Marcel, 7 грудня 1889, Париж — 8 жовтня 1973, Париж) — французький філософ, драматург та музикант.
Він навернувся в католицизм в 1929 році, його філософію пізніше назвали «християнським екзистенціалізмом» (найвідоміша згадка була в праці Сартра «Екзистенціалізм - це гуманізм») — термін, що сам Марсель спершу схвалював, але пізніше відкинув. Окрім численних філософських творів, йому належать також понад тридцять драматичних творів. Марсель прочитав ґіффордівські лекції в Абердинському університеті в 1949–1950 роках, текст лекцій було пізніше надруковано під назвою «Таємниця буття», та лекції Джеймса Вільяма в Гарварді в 1961–1962 роках, текст яких було опубліковано під назвою «Екзистенційна основа гідності людини».

## Праці
- Бути та мати («Être et avoir», 1933);